# طود بن قاسم بن أبي الفتح
طود بن قاسم بن أبي الفتح، من أهل شذونة من ساكني قلسانة؛ يكنى أبا الجزم. سمع بقرطبة من أبي عيسى بن أبي عيسى، وابن فطر. كان ينسب إلى الفقه، وكان له فضل وورع ظاهر وحليم. كتب جزءا من شعر أبيه في الزهد، وقرأه بشذونة سنة 373هـ. وتوفي أول سنة 386هـ.